# Acentrogobius viganensis
Acentrogobius viganensis är en fiskart som först beskrevs av Steindachner, 1893.  Acentrogobius viganensis ingår i släktet Acentrogobius och familjen smörbultsfiskar. Inga underarter finns listade i Catalogue of Life.